# Amstel Gold Race 1990
La 25ª edición de la Amstel Gold Race se disputó el 21 de abril de 1990 en la provincia de Limburg (Países Bajos). La carrera constó de una longitud total de 242 km, entre Heerlen y Meerssen.
El vencedor fue el holandés Adri van der Poel (Weinmann) fue el vencedor de esta edición al imponerse en solitario en la meta de Meersen. El belga Luc Roosen (Histor-Sigma) y el holandés Jelle Nijdam (Buckler) fueron segundo y tercero respectivamente. 

## Clasificación final
| Pos. | Ciclista             | Equipo             | Tiempo     |
| ---- | -------------------- | ------------------ | ---------- |
| 1    | Adri van der Poel    | Weinmann           | 6h 17' 17" |
| 2    | Luc Roosen           | Histor-Sigma       | m. t.      |
| 3    | Jelle Nijdam         | Buckler            | m. t.      |
| 4    | Jan Goessens         | Weinmann           | m. t.      |
| 5    | Franco Ballerini     | Del Tongo          | m. t.      |
| 6    | Jean-Claude Leclercq | Helvetia-La Suisse | m. t.      |
| 7    | Andreas Kappes       | Toshiba            | m. t.      |
| 8    | Gianni Bugno         | Chateau d'Ax       | m. t.      |
| 9    | Johan Museeuw        | Lotto              | m. t.      |
| 10   | Phil Anderson        | TVM                | m. t.      |